# Sasko-kobursko-gothajské vévodství
Sasko-kobursko-gothajské vévodství (německy Herzogtum Sachsen-Coburg und Gotha) bylo německé vévodství rozprostírají se okolo měst Coburg (dnešní spolková země Bavorsko) a Gotha (dnešní Durynsko). Jednalo se o reálnou unii dvou vévodství (Sasko-Kobursko a Sasko-Gothajsko), jejímž prvním panovníkem byl Arnošt I. Sasko-Kobursko-Gothajský.

## Historie
Vévodství vzniklo roku 1826 z rozhodnutí saského krále Fridricha Augusta II., ve kterém král zreorganizoval tzv. Saská ernestinská vévodství. Sasko-gothajsko-altenburské vévodství převedlo území kolem Altenburku do nově ustanoveného Vévodství sasko-altenburského, zatímco Sasko-kobursko-saalfeldské vévodství se vzdalo území Saalfeldu ve prospěch Sasko-meiningenského vévodství. 
Coburg a Gotha byly spojeny právě do Sasko-kobursko-gothajského vévodství.
Členové vládnoucí sasko-kobursko-gothajské dynastie úspěšnou politikou postupně ovládli trůny v Belgii, Spojeném království, Portugalsku a Bulharsku.

## Panovníci

Velký znak vévodství

- Arnošt I. Sasko-Kobursko-Gothajský (1826-1844)
- Arnošt II. Sasko-Kobursko-Gothajský (1844-1893)
- Alfréd Sasko-Kobursko-Gothajský (1893-1900)
- Karel Eduard Sasko-Kobursko-Gothajský (1900-1918)